# Saurita watsoni
Saurita watsoni är en fjärilsart som beskrevs av Rothschild 1911. Saurita watsoni ingår i släktet Saurita och familjen björnspinnare. Inga underarter finns listade.